# Himantolophus groenlandicus
A Himantolophus groenlandicus a csontos halak (Osteichthyes) főosztályának sugarasúszójú halak (Actinopterygii) osztályába, ezen belül a horgászhalalakúak (Lophiiformes) rendjébe és a korbácsoshalfélék (Himantolophidae) családjába tartozó faj.
A Himantolophus nem típusfaja.

## Előfordulása
A Himantolophus groenlandicus mindegyik óceán trópusi és mérsékelt övi részén megtalálható.

## Megjelenése
Ennek a horgászhalnak a nősténye 60 centiméter, míg a hímje, csak 4 centiméter hosszú. A hátúszóján 1 tüske és 5-6 sugár van, míg a farok alatti úszóján nincs tüske, viszont 4 sugár látható. A „csalibotja” nem túl hosszú, és a szemek között nő ki. Csak az úszók töve fekete vagy sötét, a hal többi teste világos. A testén két pár, egyforma nagyságú és alakú daganat van.

## Életmódja
Ez a mélytengeri halfaj, csak 830 méteres mélységtől látható; még nem ismert, hogy milyen mélyre képes lehatolni. Habár a hím jóval kisebb a nősténynél, még nincs beszámolás arról, hogy élősködne a nőstényen, mint ahogy azt sok horgászhalfaj teszi.

## Felhasználása
A Himantolophus groenlandicusnak nincs halászati értéke. Az emberre nézve ártalmatlan.

## Képek

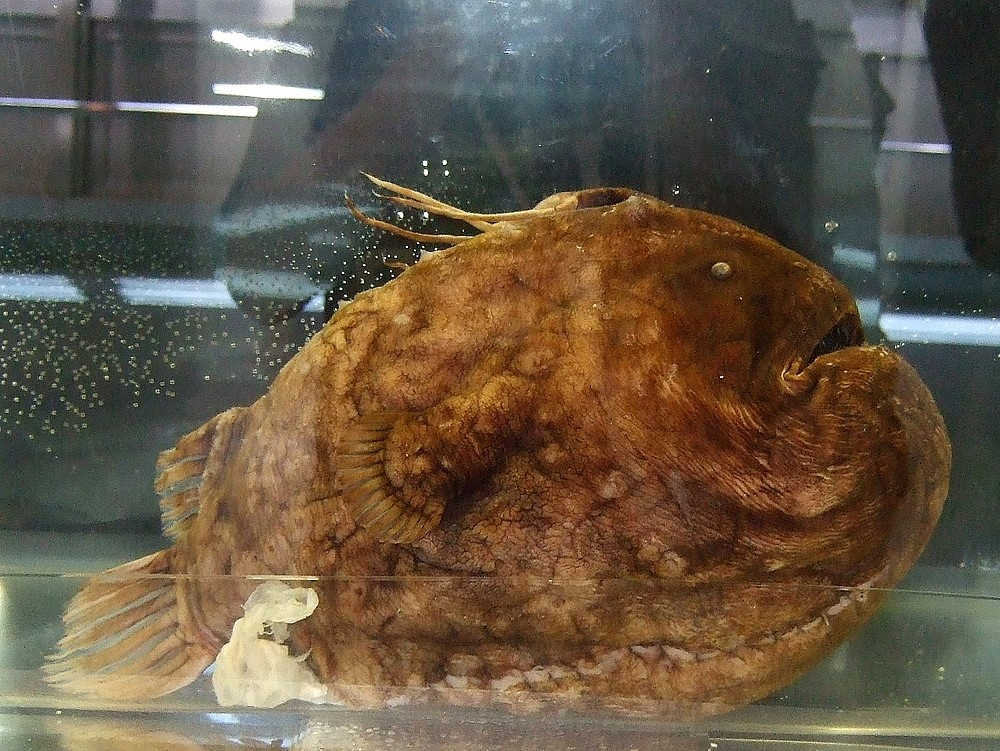
Múzeumi példányok
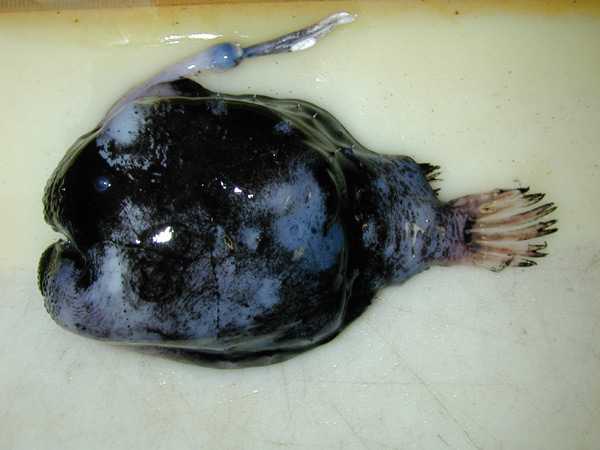
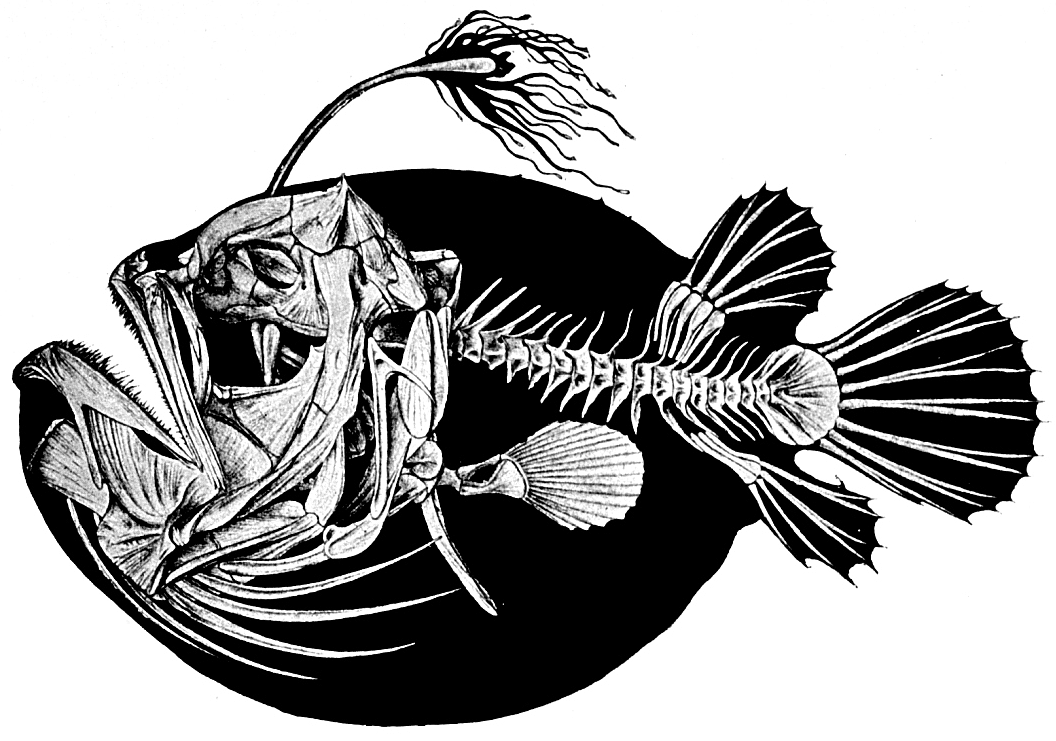
Rajz a halról, csontvázát mutatva
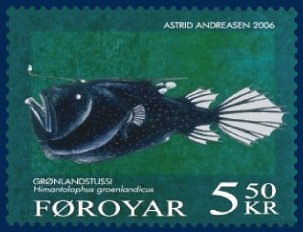
A hal egy feröeri bélyegen